# سهند جاهدی
الناز ملک